# Arboreto de Isso
El Arboreto de Isso es un Arboretum que se encuentra en Isso, pedanía de Hellín comunidad autónoma de Castilla-La Mancha, España.

## Localización
Se encuentra en las cercanías de Hellín, provincia de Albacete, España.

## Colecciones
Este arboreto alberga más de 200 especies de árboles, arbustos  de diversas partes del mundo.
Regularmente se organizan visitas de escolares de la zona para el conocimiento del medio natural.